# Алан Шиърър
Алан Шиърър (на английски: Alan Shearer) е английски футболист, централен нападател. Започва професионалната си кариера във ФК Саутхемптън през 1988 г. Дебютира на 17 години в домакински мач на Саутхямптън срещу Арсенал, бележи хеттрик и се превръща в най-младия нападател отбелязал три гола в Английската първа дивизия. До 1992 г. изиграва 118 мача като вкарва 23 гола. След това преминава в Блекбърн Роувърс, където играе 138 мача с отбелязани 112 гола. През 1996 г. преминава в Нюкасъл Юнайтед, в който играе до края на кариерата си през 2006 г. като изиграва 303 мача с отбелязани 148 гола. За националния отбор на Англия дебютира през 1992 г. и играе до 2000 г. с 63 мача и 30 гола. Удостоен е с приза Футболист на годината в Англия за сезон 1993-94.
Шиърър е рекордьор по отбелязани голове в Английската Висша лига с 260 попадения.